# Billboard Brasil
Billboard Brasil es la edición brasileña de la revista estadounidense Billboard. La revista ofrece listas de música, noticias, fotografías y videos relacionados con la industria musical. Sus listas incluyen Brasil Hot 100 y Artistas 25, que recopilan las canciones y artistas más populares de varios géneros musicales.
Se lanzó por primera vez en octubre de 2009, Billboard Brasil fue la tercera versión afiliada a Billboard. La revista finalmente dejó de publicarse en julio de 2014 y se centró únicamente en su sitio web hasta que cesó sus operaciones por razones no reveladas en 2019. La revista regresó en agosto de 2023 y el primer número del relanzamiento se publicó el 13 de octubre de 2023.

## Historia
Billboard Brasil se anunció por primera vez en agosto de 2009 y fue lanzado oficialmente el 14 de octubre de 2009 por BPP Promoções e Publicações LTDA, con una circulación mensual de 40 000 copias impresas vendidas a 8,90 R$. El primer número tiene 84 páginas y en la portada aparece el cantante Roberto Carlos. Brasil es el tercer país que lanza una versión impresa asociada a la revista estadounidense Billboard, después de Rusia y Turquía. Billboard Brasil adoptó el formato básico de la revista estadounidense, presentando artículos sobre música regional e internacional, junto con listas regionales e internacionales, incluido Brasil Hot 100 Airplay. Estos gráficos se compilaron en base a informes de análisis de Crowley Broadcast Analysis, que monitoreó 265 estaciones de radio en todo Brasil. Crowley ya había proporcionado este servicio restringido a los sellos discográficos incluso antes del lanzamiento de Billboard Brasil. El último número impreso de la revista fue el 49, publicado en julio de 2014. El número 50, publicado en enero de 2015, solo estuvo disponible en formato digital. Posteriormente, Billboard Brasil dejó de publicarse y se centró únicamente en su sitio web. El cese de sus actividades se produjo en enero de 2019.
El 15 de febrero de 2022, Billboard lanzó Hits of the World, una colección de listas musicales que cubren más de 40 países, y clasifica las 25 mejores canciones semanalmente en cada uno; esta selección incluye la lista Brazil Songs.
El 15 de mayo de 2023 se anunció que Billboard Brasil retomaría su actividad. La revista se relanzó en agosto de 2023. Su primer número del relanzamiento se lanzó el 13 de octubre de 2023. La revista incluyó la cobertura de la primera edición del festival The Town y llegó con cuatro portadas diferentes, protagonizadas por Criolo y Marcelo D2, Post Malone, Bebe Rexha y Luísa Sonza.

## Listas musicales
| Lista                     | Descripción |
| ------------------------- | --- |
| Brasil Hot 100            | Clasifica las 100 canciones más escuchadas en Brasil y se basa en la actividad de streaming de los principales servicios de música del territorio.         |
| Artistas 25               | Clasifica a los 25 artistas más escuchados en Brasil y se basa en la actividad de streaming de los principales servicios de música del territorio.         |
| Billboard Hot 100 (EE.UU) | Clasifica las 100 canciones más escuchadas en Estados Unidos y se basa en la actividad de streaming, reproducciones de radio, audiencia y datos de ventas. |
| Billboard Global 200      | Clasifica las mejores canciones según las ventas y los datos de transmisión de más de 200 territorios en todo el mundo.                                    |